# Lithocarpus campylolepis
Lithocarpus campylolepis är en bokväxtart som beskrevs av Aimée Antoinette Camus. Lithocarpus campylolepis ingår i släktet Lithocarpus och familjen bokväxter. Inga underarter finns listade.